# Данилова, Елизавета (футболистка)
Елизавета Данилова (5 ноября 1996, Красноярск) — российская футболистка, полузащитница.

## Биография
С 9-летнего возраста начала заниматься футболом в ДЮСШ г. Красноярска, первый тренер — Николай Непомнящий. Уже в 14 лет начала выступать во взрослых соревнованиях за местный «Енисей», игравший тогда в первом дивизионе. В составе красноярского клуба неоднократно становилась призёром первого дивизиона, в том числе в 2014 году — победителем турнира. В 2012 году стала лучшим бомбардиром своего клуба и вошла в десятку лучших бомбардиров первой лиги с 13 голами.
В 2015 году перешла в клуб «Звезда-2005» (Пермь). Единственный матч за команду в высшем дивизионе сыграла 26 сентября 2015 года против «Кубаночки», заменив на 88-й минуте Екатерину Пантюхину. По итогам сезона-2015 пермский клуб завоевал золотые медали. В 2016 и начале 2017 года спортсменка оставалась в составе клуба и включалась в заявку на женскую Лигу чемпионов, но более на поле не выходила.
В сезоне 2017/18 выступала за немецкий клуб второго дивизиона «Саарбрюккен», провела 11 матчей, во всех из них выходила на замены. В 2018 году сыграла один неполный матч во втором дивизионе Швеции за «Лидкёпинг». В 2018 году сыграла один неполный матч во втором дивизионе Швеции за «Лидкёпинг». В 2022 году провела четыре неполных матча за французский «Сойо»
Выступала за юношескую и молодёжную сборную России.